# Phelsuma klemmeri
Phelsuma klemmeri е вид влечуго от семейство Геконови (Gekkonidae). Видът е застрашен от изчезване.

## Разпространение
Разпространен е в Мадагаскар.